# Sungai Ular (Muara Sabak Timur)
Sungai Ular is een bestuurslaag in het regentschap Tanjung Jabung Timur van de provincie Jambi, Indonesië. Sungai Ular telt 680 inwoners (volkstelling 2010).